# Брилинський Юрій Богданович

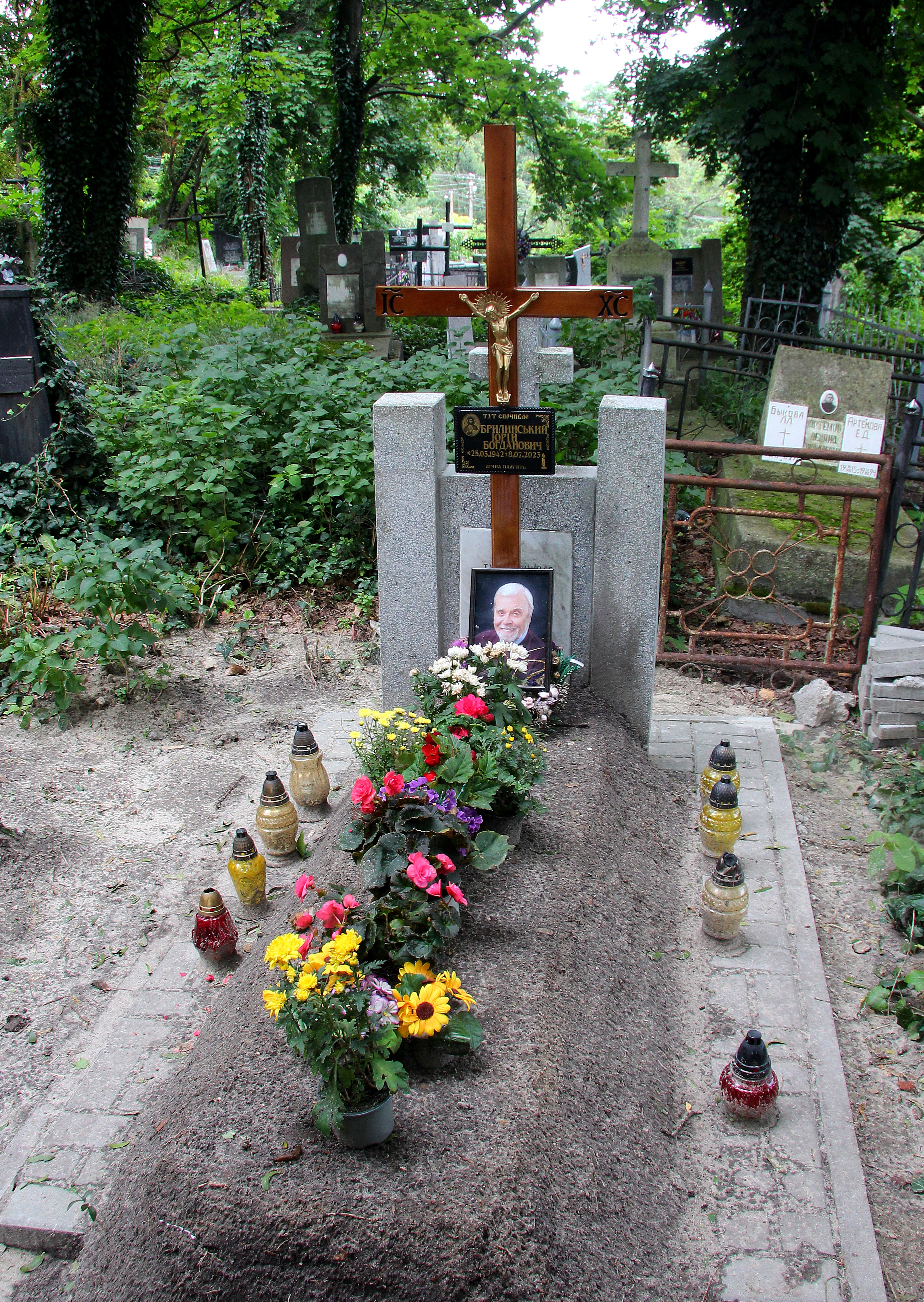
Могила Юрія Брилинського на 48 полі Личаківського цвинтаря

Ю́рій Богда́нович Брили́нський (25 березня 1942, смт Бориня Турківського району Львівської області — 8 липня 2023, Львів) — український актор. Народний артист України (2019).

## Життєпис
Народився 25 березня 1942 року в селищі міського типу Бориня Турківського району Дрогобицької області (нині Боринська селищна територіальна громада Самбірського району Львівської області), яке на той час перебувало під німецькою окупацією та входило до складу дистрикту Галичина Генеральної губернії. З 1943 року проживав у Тернопільській області: у селах Улашківці Чортківського району, Горішня Слобідка Монастириського району, Шульганівка та Ягільниця Чортківського району. Після закінчення Ягільницької середньої школи працював у місцевому колгоспі.
У 1960–1964 рр. навчався на філологічному факультеті Львівського університету. Від 1963 р. — актор Львівського академічного (нині національного) українського драматичного театру імені Марії Заньковецької. Зіграв понад 120 ролей на сцені, знімався в кіно.
Помер 8 липня 2023 року у віці 81 року у Львові. Прощання з актором відбулося 10 липня на Камерній сцені театру імені Заньковецької, а поховали його на 48 полі Личаківського цвинтаря.

## Визнання
- 1992 — Заслужений артист України[4]
- 2019 — Народний артист України[5]